# Quercus faginea subsp. broteroi
Quercus faginea subsp. broteroi é uma subespécie de planta com flor pertencente à família Fagaceae. 
A autoridade científica da subespécie é (Cout.) A.Camus, tendo sido publicada em Les Chênes. Monographie du genre Quercus 179. 1939.
Os seus nomes comuns são carvalho-cerquinho, carvalho-folhudo, carvalho-português ou cerquinho.

## Portugal
Trata-se de uma subespécie presente no território português, nomeadamente em Portugal Continental.
Em termos de naturalidade é nativa da região atrás indicada.

## Protecção
Não se encontra protegida por legislação portuguesa nem da Comunidade Europeia.